# Сигмовидная ободочная кишка человека
Сигмовидная ободочная кишка (лат. colon sigmoideum) — конечная часть ободочной кишки (являющейся, в свою очередь, предпоследним отделом толстой кишки), продолжение нисходящей ободочной кишки. Дальнейшим продолжением сигмовидной ободочной кишки является прямая кишка (лат. rectum).

## Топография
Сигмовидная ободочная кишка расположена в левой подвздошной ямке. Она проходит от уровня гребня подвздошной кости вверху до крестцово-подвздошного сочленения внизу, на уровне III крестцового позвонка переходит в прямую кишку. Название «сигмовидная» эта кишка получила в связи со своим S-образным ходом.
Длина сигмовидной ободочной кишки у взрослого человека колеблется от 16 до 66 см, диаметр – от 4 до 6 см.

## Голотопия
Левая паховая область.

## Скелетотопия
Располагается от уровня подвздошного гребня до уровня 3 крестового позвонка(S3) где переходит в прямую кишку.

## Брыжейка кишки
Сигмовидная ободочная кишка со всех сторон окружена брюшиной (интраперитонеально), формирующей брыжейку (сигмовидный мезоколон), длина которой уменьшается от середины к концам сигмы. Таким образом, места соединения сигмовидной ободочной кишки с нисходящей ободочной и прямой кишками фиксированы короткой брыжейкой, а средняя часть сигмовидной ободочной кишки достаточно подвижна.

## Окружающие органы (синтопия)
Сзади: наружные подвздошные сосуды, левая грушевидная мышца и левое крестцовое сплетение.
Спереди сигмовидной ободочной кишки расположен мочевой пузырь у мужчин и матка у женщин, а также петли тонкого кишечника.
На границе между нисходящей ободочной и сигмовидной ободочной кишками расположен сфинктер Балли. В средней части сигмовидной ободочной кишки выделяют сфинктер Росси-Мютье, а на границе между сигмовидной ободочной и прямой — сигмо-ректальный сфинктер (О'Берна-Пирогова-Мутье)

## Физиология
Основной функцией данного отдела кишечника является активное всасывание воды и формирование фекальных масс. Из-за выраженных физиологических изгибов и наличия достаточно твердого кала стенка сигмовидной кишки чаще травмируется каловыми массами, что создает благоприятные условия для развития сигмоидита.

## Васкуляризация
Кровоснабжение осуществляется с помощью левой ободочной артерии (лат. a. colica sinistra), ответвлением нижней брыжеечной артерии (непарная ветвь брюшной аорты). Также кровь приносят сигмовидные артерии (две-три штуки) (лат. aa. sigmoideae), которые также являются ответвлениями нижней брыжеечной артерии. 

## Заболевания
- Сигмоидит (воспаление сигмовидной ободочной кишки, частный случай колита)[5];
- Дивертикул (выпячивание стенок; если дивертикулов много, то заболевание носит название дивертикулёз);
- Полипы сигмовидной ободочной кишки;
- Рак сигмовидной ободочной кишки.
- Долихосигма.

## Диагностика
- Ректороманоскопия;
- Колоноскопия;
- КТ (компьютерная томография);
- МРТ (магнитно-резонансная томография);
- Ирригография.

## Изображения

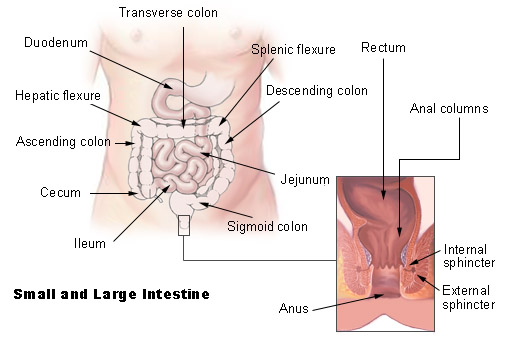
Кишечник
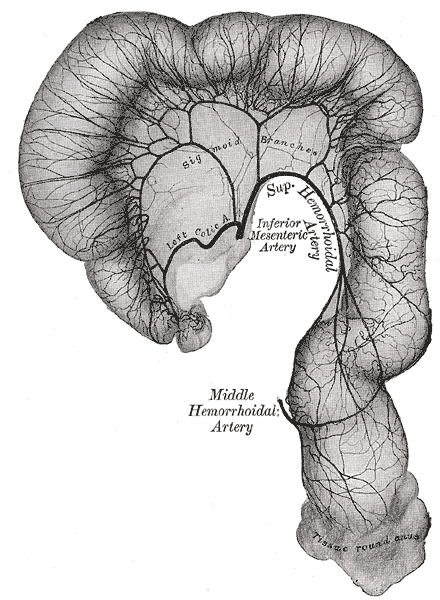
Распределение ветвей нижней брыжеечной артерии и их анастомозов
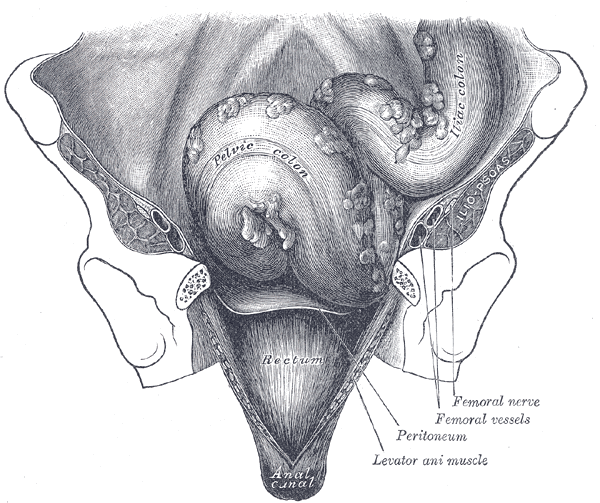
Подвздошная, сигмовидная и прямая кишки спереди, после удаления лонных костей и мочевого пузыря
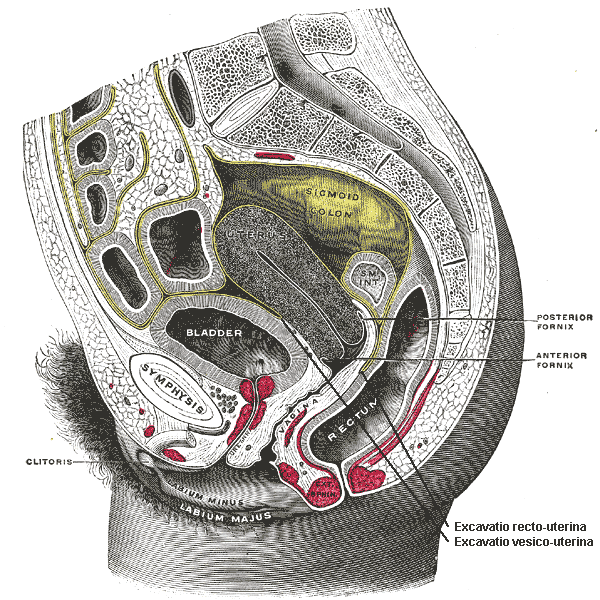
Сагиттальный срез правых отделов женского таза
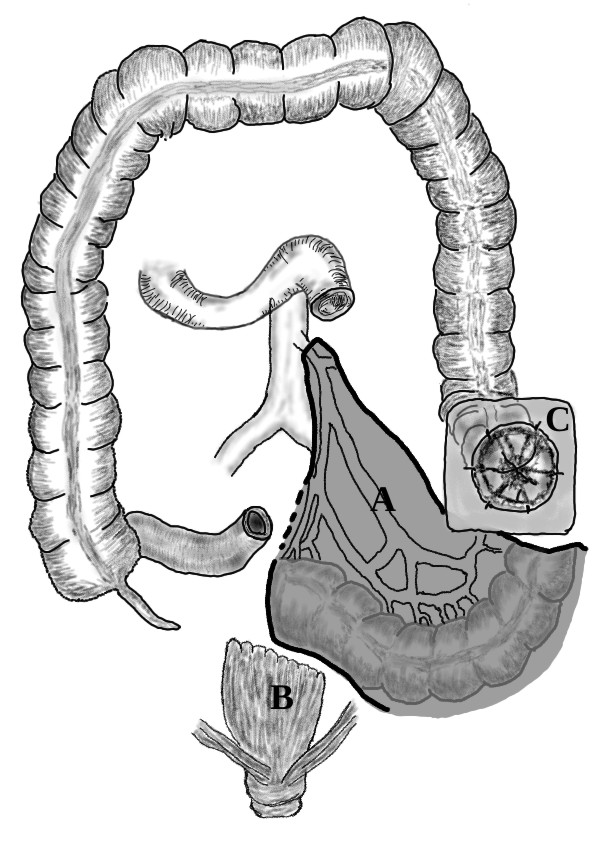
Схема резекции сигмовидной кишки с наложением колостомы по Гартману[англ.]